# Goriče, Žitara vas
Goriče (nemško Goritschach) je naselje v Občini Žitara vas v Okraju Velikovec na Koroškem v Avstriji.